# Corniglia
Corniglia (prononcé /kɔr.ˈni.ʎja/ en italien, Curnigia en dialecte local, Corniggia en ligure) est un hameau de la commune de Vernazza en Ligurie, en Italie. Il s'agit de l'une des localités qui constituent les Cinque Terre.

## Géographie

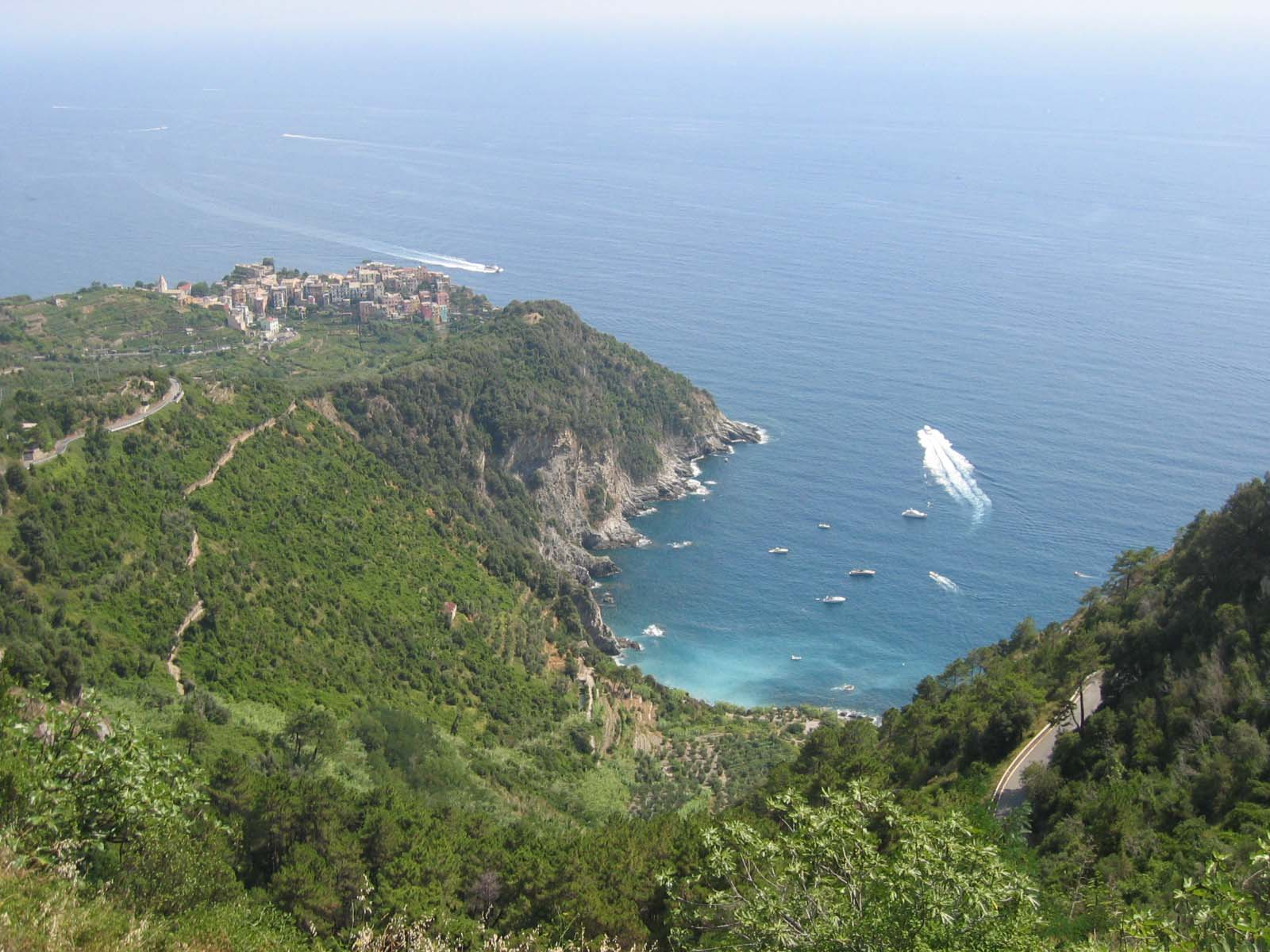
Panorama de Corniglia (sur la gauche de l'image) et de la plage de Guvano (au centre et sur la droite), depuis le hameau de San Bernardino.

Corniglia est située sur la côte de Ligurie, dans la province de La Spezia, à une dizaine de kilomètres à l'ouest de La Spezia et environ 70 km au sud-est de Gênes. C'est le village le plus central des Cinque Terre, entre Vernazza au nord-ouest et Manarola au sud-est. Administrativement, Corniglia est un hameau de Vernazza.

## Caractéristiques
Corniglia se distingue des autres villages des Cinque Terre, car il est le seul qui ne descende pas directement sur la mer : la partie principale du village est située au sommet d'un promontoire surplombant la mer Méditerranée à environ 100 m d'altitude, entouré sur trois côtés par des vignobles en terrasse tandis que le quatrième donne abruptement sur la mer. Pour atteindre le village, il est nécessaire de gravir la Lardarina, un escalier composé de 33 volées de marches totalisant 384 marches, ou d'emprunter la route qui le relie à la gare ferroviaire.
Le village s'étend le long de sa rue principale, la via Fieschi, et de nombreuses maisons possèdent une façade donnant sur la rue et une autre sur la mer. Corniglia est caractérisée par des rues étroites et par une terrasse depuis laquelle les quatre autres villages des Cinque Terre peuvent être aperçus, deux d'un côté et deux de l'autre.

## Histoire
Les origines du village datent de l'époque romaine ; son nom pourrait provenir de la gens Cornelia, la famille romaine à laquelle appartient alors le terrain.
Au Moyen Âge, le village est le domaine des comtes de Lavagna et des seigneurs de Carpena et de Luni. En 1254, le pape Innocent IV le donne à Nicolò Fieschi ; il le conserve jusqu'en 1276, date à laquelle le village est acquis par la république de Gênes.
Quelques documents de 1276-77 mentionnent l'existence d'un château, dont aucun reste n'a été retrouvé. La seule ruine subsistante de fortifications est un fortin génois datant de 1556. Une église à l'angle de la terrasse Santa Maria, surplombant la mer, s'effondre au XIXe siècle.

## Lieux

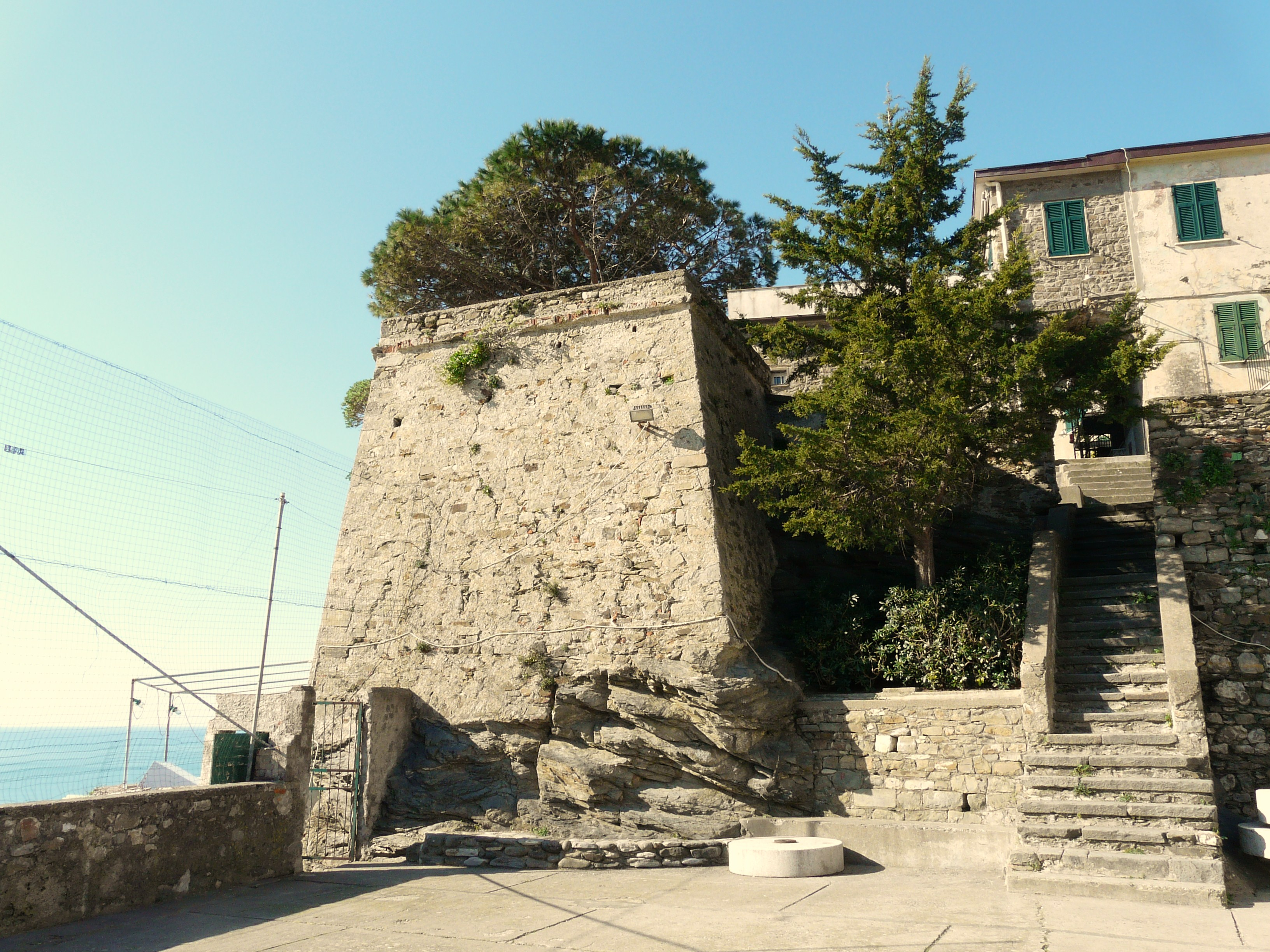
Tour génoise, reste des fortifications du XVI

Le village se développe le long de la rue principale, la via Fieschi, qui relie l'église paroissiale San Pietro à la terrasse panoramique Santa Maria. Le long de la via Fieschi, on rencontre tout d'abord la piazza Ciapara (ou Ciapa dans le dialecte local) sur laquelle débouche la voie carrossable. La rue se poursuit ensuite de façon piétonne et étroite et mène à la place principale, largo Taragio (er Taragiu) sur laquelle est placé le monument aux morts et qui est dominée par l'oratoire Santa Caterina. Derrière cette église se situe une petite place permettant une vue sur la côte sud des Cinque Terre et située au pied de la tour restant des fortifications génoises de 1556.
Après le largo Taragio, la via Fieschi conduit à la terrasse Santa Maria. En face du largo Taragio, un escalier abrupt permet de descendre jusqu'à la mer.

### Architecture religieuse

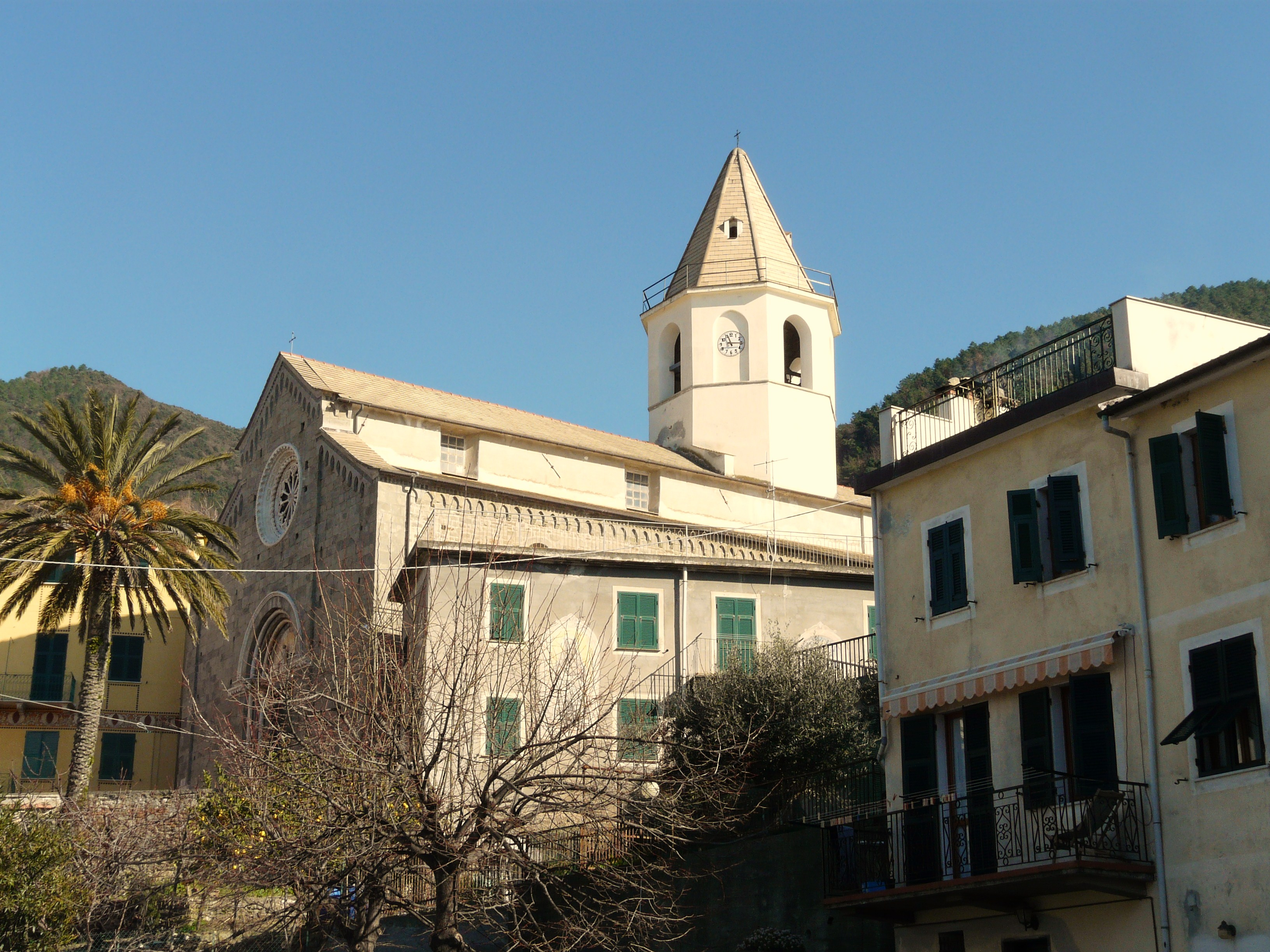
Église San Pietro

L'église paroissiale San Pietro, dans la partie haute de Corniglia, est un édifice construit au XIVe siècle sur une chapelle du XIe siècle dans un style gothique ligure et dont l'intérieur présente des éléments baroques.
L'oratoire Santa Caterina est situé au milieu du village et date du XVIIIe siècle.

## Culture

### Manifestations
L'église San Pietro héberge chaque année le festival d'orgue des Cinque Terre.

### Fêtes
La saint patron du village, saint Pierre, est fêté le 29 juin. La célébration religieuse prend la forme d'une procession qui part de l'église San Pietro et se termine à la terrasse Santa Maria. La spécialité gastronomique typique de la fête est le gâteau de riz, préparé avec du riz, du fromage et des œufs, et cuit au four.
Comme dans d'autres villages italiens, le vendredi saint donne également lieu à une procession de la statue du Christ mort, le long de la rue principale.
Le 8 septembre a lieu le pèlerinage au sanctuaire de San Bernardino, surplombant Corniglia.

### Littérature
Corniglia est mentionnée dans le Décaméron de Boccace. Dans la deuxième nouvelle du dixième jour, le brigand Ghino di Tacco enlève l'abbé de Cluny et soigne les maux d'estomac de son prisonnier avec « deux tranches de pain rôti et un grand verre de vin blanc de Corniglia ».

## Transports

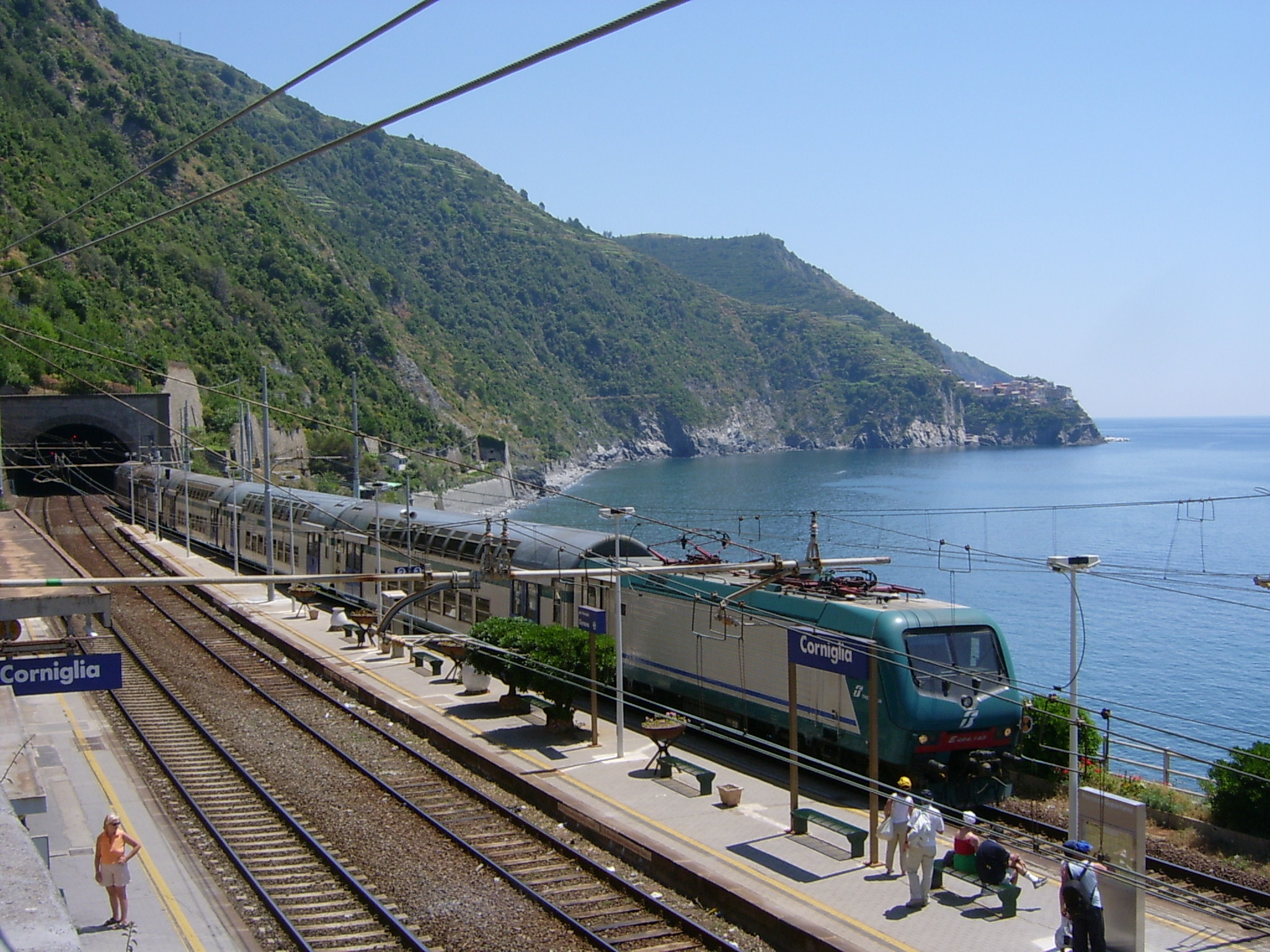
La gare de Corniglia.

### Transport routier
Comme les autres villages des Cinque Terre, Corniglia est accessible depuis La Spezia par la route provinciale SP 32, puis par les routes SP 51 et SP 30.

### Transport ferroviaire
Corniglia possède une gare ferroviaire sur la ligne Gênes-Rome. Celle-ci est située en contrebas du village. Elle est reliée au village par un escalier appelé Lardarina et par un service de bus.